# Gerda Nilsson (politiker)
Gerda Maria Nilsson (i riksdagen kallad Nilsson i Gävle), född 8 januari 1914 i Forsa socken, död 14 augusti 2007 i Solna församling, var en svensk kommunistisk riksdagspolitiker.
Nilsson, som var frisör, var ledamot av riksdagens andra kammare 1951–1956, invald i Gävleborgs läns valkrets. Hon är gravsatt i minneslunden på Solna kyrkogård.